# Creysseilles
Creysseilles is een gemeente in het Franse departement Ardèche (regio Auvergne-Rhône-Alpes) en telt 131 inwoners (2005). De plaats maakt deel uit van het arrondissement Privas.

## Geografie
De oppervlakte van Creysseilles bedraagt 10,5 km², de bevolkingsdichtheid is 12,5 inwoners per km².

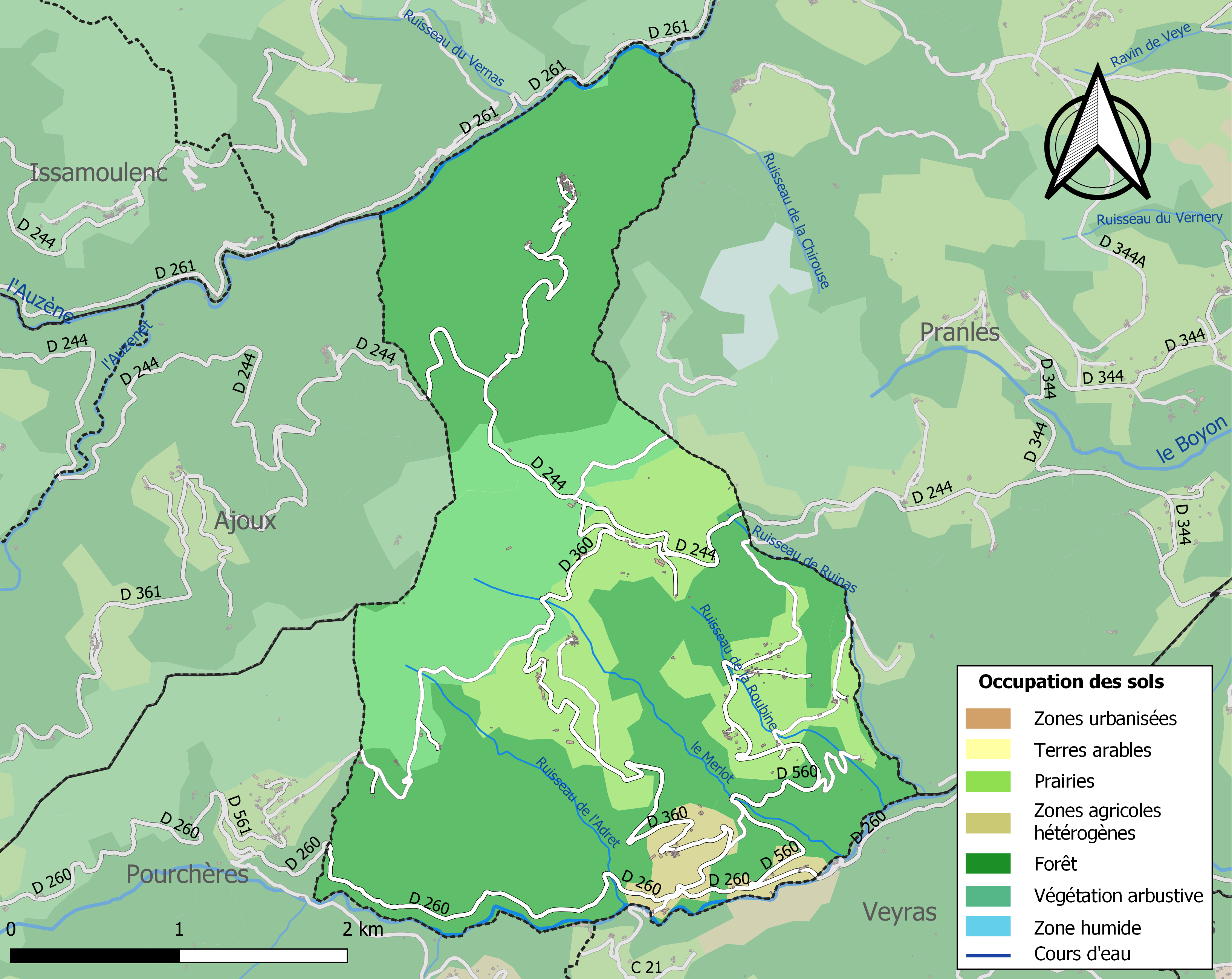
Kaart van de gemeente met belangrijkste infrastructuur, bodemgebruik en omliggende gemeenten

## Demografie
Onderstaande figuur toont het verloop van het inwonertal (bron: INSEE-tellingen).

Vanwege een beveiligingsprobleem met de MediaWiki Graph-software is het momenteel niet mogelijk deze grafiek weer te geven. Zodra de software is bijgewerkt zal de grafiek vanzelf weer zichtbaar worden.